# Raimondo Inconis
Raimondo Inconis (San Gavino Monreale, 27 marzo 1959) è un fagottista italiano.
Dal 2021 è Professore ordinario presso il Conservatorio di Musica di Messina.

## Biografia

### Infanzia e formazione
Inconis, nasce a San Gavino Monreale, figlio di un pirotecnico proprietario di una fabbrica di fuochi artificiali sarda. Fin dall'età di sei anni ricevette i primi rudimenti di teoria musicale e pianoforte da padre Ambrogio, frate del convento del suo paese.
Successivamente Inconis si iscrive al Conservatorio di Musica "Giovanni Pierluigi da Palestrina"
in Cagliari  e il suo insegnante di educazione musicale, Luciano Senis, gli consiglia il fagotto. Si diploma col massimo dei voti nel 1981 col maestro Orlando Pittau.

### Studi all'estero
Nel 1978, vince una borsa di studio per frequentare l'alto corso di specializzazione col maestro Iwein D'Haese presso l'Académie Internationale d'Eté a Saint-Hubert (Belgio).
Nel 1979 e nel 1980, frequenta la scuola di specializzazione presso l'Università dell'Académie Internationale d'Eté a Nizza (Francia) col maestro Michel Denize ed è premiato con una borsa di studio per le sue grandi qualità timbriche, tecniche ed espressive. Durante il corso fu scelto per suonare con l'Orchestre de Chambre de Paris dal maestro Jean-Claude Montac.
Sempre nel 1980 gli fu offerta una borsa di studio dalla JMC Orford Arts Centre Canada Magog, (Québec) e un'altra dal Centre Musical International D'Annecy (Francia).
Nel 1982, iniziò un percorso di studi col maestro Karl Öhlberger, I fagotto dei Wiener Philharmoniker, e Inconis fu subito scelto per suonare come I fagotto all'Internationale Orchesterwochen in Austria. Subito dopo Karl Öhlberger lo segnalò ai Wiener Philharmoniker per le sue spiccate ed evidenti qualità e vi rimase per circa un mese.
Nel 1983 gli fu offerta una borsa di studio per frequentare l'Internationaal Muziekkamp, van Jeugd en Muziek België che lo vide impegnato come fagottista nell'orchestra del Music Camp.

### Orchestre internazionali giovanili
Durante il suo percorso scolastico Inconis ha suonato: nel 1979 con l'orchestra dell'Università dell'Académie Internationale d'Eté a Nizza (Francia).
Dal 1978 e 1980 e dal 1983 al 1984 è stato membro dell'Orchestra Giovanile Internazionale (Jeunesses Musicales International).
Nel 1982 nell'Internationale Orchesterwochen (Austria).
Nel 1983 nell'Internationaal Muziekkamp, van Jeugd en Muziek België.
Nel 1984 nell'International Chamber Orchestra a Rovigno (Croazia), Koper (Slovenia) e Porec (Croazia).

### La carriera
Ancora studente Inconis vince tre audizioni presso l'Orchestra Lirico-Sinfonica di Cagliari, suonando dal 1979 a luglio del 1984 come I e II fagotto.
Inconis ha collaborato per brevissimi periodi con le più importanti orchestre europee in Germania, Belgio, Austria, Francia e Svezia.
Nel settembre del 1984 inizia la sua carriera come controfagottista nell'Orchestra Sinfonica Siciliana e da allora si impegna per la valorizzazione del suo strumento. Infatti, s’impone subito come solista per le sue qualità dal suono potente, dal timbro caldo ricco di armonici ma, dolce e morbido allo stesso tempo. Per questo motivo nel 1994 fu contattato dalla casa Ricordi di Milano per realizzare il libro: Il Contrafagotto, Storia e Tecnica - ER 3008 / ISMN 979-0-041-83008-7.  Adoperato in tutte le Università del mondo, adesso il Metodo INCONIS, è considerato un’autorevole guida ai fondamentali tecnico-espressivi e storici del controfagotto.
Parallelamente all'attività orchestrale ha tenuto master class e corsi di perfezionamento in Italia e all'estero ed è presente in commissione d'esame come commissario esterno presso le Università Musicali e, come membro di giuria nei concorsi internazionali.
Dopo l'incidente del 2009 è costretto a rinunciare all'attività orchestrale ma continua la sua opera di divulgazione, conoscenza e crescita del controfagotto.

### Premi, riconoscimenti e dediche
Nel corso della sua carriera Inconis ha ricevuto numerosi premi, riconoscimenti e dediche: nel 1984 a Grožnjan la consegna del diploma Orkestar dalla Federation of the Jeunesses Musicales.
Nel 1979 il compositore Camillo Moser gli ha dedicato un concerto per fagotto e pianoforte: Flash; eseguito lo stesso anno a Nizza.
Nel 1984 il compositore Nenad Firšt gli dedicò un concerto: Pezzo Rusticano per fagotto Solo; successivamente eseguito e trasmesso in diretta dalla TV Jugoslava a Grisignana nel mese di luglio dello stesso anno.

## Concerti
Inconis, ha suonato nelle più importanti e prestigiose sale concertistiche del mondo: Tokio, Ōsaka, Nagoya, Praga, Torino, Milano, Napoli, Pechino, Venezia, Taormina, Oslo, Nizza ed altri teatri.

## Direttori
Inconis, durante la sua carriera, è stato diretto da grandi direttori d'orchestra dal nome di: Yuri Temirkanov, Krzysztof Penderecki, Aldo Ceccato, Claudio Abbado, Peter Maag, Georges Prêtre, Franz Welser-Möst, Hubert Soudant, Rudolf Barshai, Gary Bertini, Zoltan Pesko, Alain Lombard, Riccardo Chailly, Yoel Levi, Gorge Pehlivanian, Rafael Frühbeck de Burgos, Vladimir Delman, Giuseppe Sinopoli, Daniel Oren, Gabriele Ferro, Claudio Abbado, Ottavio Ziino e tanti altri.

## Discografia
Fonit Cetra, Masters, Pentagramma S.r.l.